# Jean Arthuis
Jean Arthuis (ur. 7 października 1944 w Saint-Martin-du-Bois) – francuski polityk, minister, senator i przewodniczący rady departamentu Mayenne, poseł do Parlamentu Europejskiego VIII kadencji.

## Życiorys
Absolwent Wyższej Szkoły Handlowej w Nantes (Audencia) i Instytutu Nauk Politycznych w Paryżu. Pracował jako zawodowy audytor, uzyskał w 1971 uprawnienia biegłego rewidenta.
W latach 1971–1995 sprawował urząd mera Château-Gontier. W latach 1983–1986 i 1988–1995 zasiadał we francuskim Senacie. Pomiędzy tymi okresami pełnił funkcję sekretarza stanu (najpierw przy ministrze spraw społecznych, następnie przy ministrze gospodarki) w rządzie Jacques’a Chiraca. W 1992 po raz pierwszy został przewodniczącym rady generalnej Mayenne. Zajmował to stanowisko do 2014.
W maju 1995 ponownie złożył mandat senatora, obejmując urząd ministra ds. rozwoju gospodarczego i planowania w gabinecie Alaina Juppé. W sierpniu tego samego roku zastąpił Alaina Madelina na stanowisku ministra gospodarki i finansów, zajmował je do czerwca 1997. We wrześniu tego samego roku został wybrany do Senatu, w 2001 i w 2011 uzyskiwał mandat na kolejne kadencje.
Należał do Unii na rzecz Demokracji Francuskiej. W latach 1998–2002 przewodniczył senackiej frakcji Unii Centrystów. Następnie objął funkcję przewodniczącego komisji finansów. W 2007 był współautorem programu gospodarczego François Bayrou, kandydata w wyborach prezydenckich. Po pierwszej turze Jean Arthuis, wbrew stanowisku lidera UDF, publicznie wsparł Nicolasa Sarkozy’ego. Ostatecznie przystąpił do nowej partii François Bayrou, Ruchu Demokratycznego, jednak opuścił to ugrupowanie już po kilku miesiącach. W 2008 założył stowarzyszenie Zgromadzenie Centrystów (Rassembler les centristes), skupiające część byłych działaczy UDF, a w 2009 partię polityczną Sojusz Centrowy, która dołączyła do Unii Demokratów i Niezależnych. Przewodniczył tej partii do 2016, kiedy to zastąpił go Philippe Folliot.
W 2014 Jean Arthuis z ramienia koalicji centrystów został wybrany do Europarlamentu VIII kadencji, w którym zasiadał do 2019. We wrześniu 2018 wystąpił z Sojuszu Centrowego, żeby bezpośrednio zaangażować się w działalność formacji En Marche!, założonej przez Emmanuela Macrona.